# Sam Warner
Samuel Louis "Sam" Warner, nato  Szmuel Wonsal (Krasnosielc, 10 agosto 1887 – Los Angeles, 5 ottobre 1927), è stato un produttore cinematografico statunitense, cofondatore della Warner Brothers assieme ai suoi fratelli.

## Biografia
Fu lui a credere per primo alle possibilità di sviluppo del film sonoro. Convinse così i fratelli ad investire in questo campo, sicché proprio il giorno dopo la sua morte vide la luce il celebre Cantante di jazz.

## Filmografia
- A Dangerous Adventure, co-regia Jack L. Warner (1922)